# 246132 Lugyny
246132 Lugyny è un asteroide della fascia principale. Scoperto nel 2007, presenta un'orbita caratterizzata da un semiasse maggiore pari a 2,2766748 UA e da un'eccentricità di 0,2527819, inclinata di 8,43518° rispetto all'eclittica.